# Mende
 Ovo je glavno značenje pojma Mende. Za druga značenja pogledajte Mende (razdvojba).
Mende je zapadnoafrički narod od oko 700.000 pripadnika, koji govore nigerskokongoanskim jezikom mende i žive pretežno u Sijera Leoneu, Liberiji i Gvineji. Prema njihovoj usmenoj predaji migrirali su iz područja današnjeg Sudana između 2. i 16. stoljeća. Tradicionalno se bave uzgojem riže i drugih kultura te prakticiraju višepoljnu zemljoradnju kako bi očuvali obradivost tla. Mnogi članovi plemena bili su otimani i prodavani u roblje tijekom 19. stoljeća; najpoznatiji takav slučaj je doveo do čuvene pobune i preuzimanja broda Amistad godine 1839., nakon koje su robovi bili oslobođeni i vraćeni u domovinu. Ispovjedaju animizam, ali se među njima veoma brzo širi islam, dok su kršćani zanemariva manjina.

## Vanjske poveznice
- Mende Information
- Mende maske na Derby.gov.uk